# Condado de Jasper (Texas)
O Condado de Jasper é um dos 254 condados do estado norte-americano do Texas. A sede do condado é Jasper, e sua maior cidade é Jasper.
O condado possui uma área de 2 511 km² (dos quais 82 km² estão cobertos por água), uma população de 35 604 habitantes, e uma densidade populacional de 15 hab/km² (segundo o censo nacional de 2000).
O condado foi criado em 1836.